# Hoya pycnophylla
Hoya pycnophylla är en oleanderväxtart som beskrevs av Rechinger. Hoya pycnophylla ingår i släktet Hoya och familjen oleanderväxter. Inga underarter finns listade i Catalogue of Life.